# Milodonte
Milodonte ou Mylodon é um gênero extinto de preguiça gigante que viveu na Patagônia na América do Sul até aproximadamente 10.000 anos atrás.
O Mylodon pesava cerca de 200kg e tinha cerca de 3m de altura quando de pé sobre as patas traseiras. Esterco preservado mostrou que era um herbívoro. Tinha uma pelagem muito grossa que escondia a osteoderme dentro de sua pele, o que formava um tipo de armadura. Devido a essa armadura e garras longas e afiadas, é improvável que Mylodon tivesse inimigos naturais, exceto os seres humanos, e mesmo estes teriam dificuldade em penetrar a pele com as armas da época.
Os parentes próximos do Mylodon incluem o preguiças gigantes do gênero Glossotherium e Paramylodon. O último gênero tem sido muitas vezes confundida com Glossotherium, mas Paramylodon é um género distinto, que se limitava ao Pleistoceno da América do Norte. Glossotherium também compartilha uma longa história de confusão taxonômica com Mylodon, e atualmente a única espécie é reconhecida Mylodon darwinii. Ao mesmo tempo, o Megatherium foi pensado como um ser estreitamente relacionados, mas é reconhecido como pertencente a uma família separada (Megatheriidae).
Acreditava-se que, assim como as outras espécies de preguiças-gigantes e suas parentes de atualmente, fosse uma espécie estritamente herbívora. Contudo, um estudo realizado por pesquisadores do Museu Americano de História Natural em outubro de 2021 contradiz essa ideia. Com base em uma análise química de aminoácidos preservados na pelagem da preguiça, os pesquisadores descobriram evidências de que esta espécie extinta era onívora, podendo ter sido uma necrófaga oportunista.

## Descoberta
Mylodon foi nomeado por Richard Owen com base em um maxilar inferior quase completo com dentes, que foi encontrado por Charles Darwin em um penhasco de cascalho consolidado em Bahía Blanca, durante a expedição de pesquisa do HMS Beagle.